# Feltria acutipalpis
Feltria acutipalpis är en kvalsterart som beskrevs av Herbert Habeeb 1954. Feltria acutipalpis ingår i släktet Feltria och familjen Feltriidae. Inga underarter finns listade i Catalogue of Life.